# Ol' Dirty Bastard
 Der er for få eller ingen kildehenvisninger i denne artikel, hvilket er et problem. Du kan hjælpe ved at angive troværdige kilder til de påstande, som fremføres i artiklen.

Russell Tyrone Jones (født 15. november 1968, død 13. november 2004), bedre kendt under sit kunstnernavn Ol' Dirty Bastard (forkortet ODB), var en amerikansk rapper og en af skaberne af hiphopgruppen Wu-Tang Clan.
Han havde som kendemærke en anderledes form for at rappe, der bliver halvt-rappet og halvt-sunget med rim, der var helt anderledes for stilen dengang.[kilde mangler]
Efter at have være med til at starte Wu-Tang Clan med gruppens debutalbum Enter the Wu-Tang (36 Chambers), gik han over til en solokarriere med debutalbummet Return to the 36 Chambers: The Dirty Version. Dog blev han flere gange arresteret og fik en fængselsstraf. Dette skabte et fravær, som gik ud over hans optrædener og pladeindspilninger.[kilde mangler]
Han døde af en overdosis narkotika i et studie den 13. november 2004, to dage før sin fødselsdag.

## Tidlige liv og karriere
Russell Jones er født og opvokset i Brooklyn, New York. Med sine to fætre, the RZA og the GZA, skabte han "Force Of The Imperial Master", en hiphop-gruppe, der senere hen blev kendt som All in Together Now Crew, efter de havde udgivet en single af samme navn.